# Falaises de Scarborough

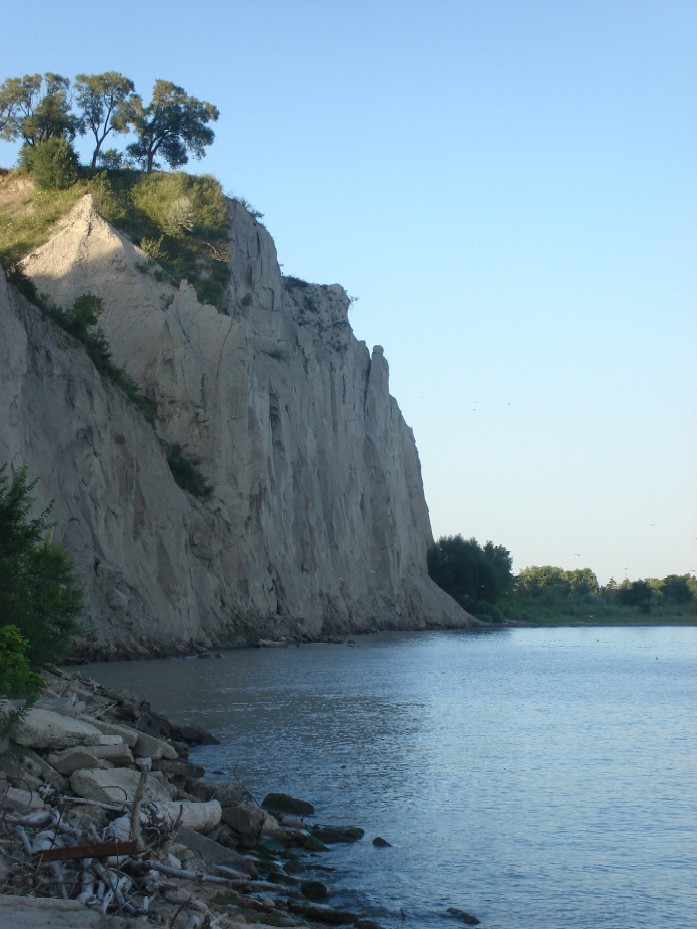
Les falaises de Scarborough.

Les falaises de Scarborough représentées sur le drapeau de Scarborough.

Les falaises de Scarborough forment un escarpement en bordure du lac Ontario à l'est de la ville de Toronto (Ontario). 
Ces falaises mesurent près de 14 kilomètres de long. Elles s'étendent depuis le centre-est de l'agglomération du Grand Toronto jusqu'aux confins orientaux de Scarborough et la rivière Rouge.
La hauteur maximale de ces falaises atteint 65 mètres de haut.
Cet escarpement constituait l'ancien rivage du lac glaciaire Iroquois formé après la dernière glaciation.
Les falaises de Scarborough sont représentées d'une façon stylisée sur le drapeau de la ville.
Les falaises de Scarborough ont été érodées à un rythme rapide depuis la construction de chalets près du bord dans les années 1940. Des pans de falaise se sont écroulés dans les années 1970. Depuis, la falaise ne cesse de s'éroder. Les propriétaires savaient que l'érosion se produirait, mais la vue depuis les hauteurs de ce front de lac fut suffisamment séduisante pour s'y établir, ce qui conduit à un boom de l'immobilier le long des falaises, ce qui entraîna une accélération de l'érosion.
L'homme est intervenu pour ralentir cette érosion, en plantant des arbres et en posant des énormes blocs de roche. Il a fallu créer une plage artificielle pour permettre aux camions du génie civil de travailler. Cet espace a constitué le Bluffer's Park à proximité de la plage Rouge (Rouge Beach) et de la colline Rouge (Rouge Hill) et de sa gare de Rouge Hill de la ligne Lakeshore East.

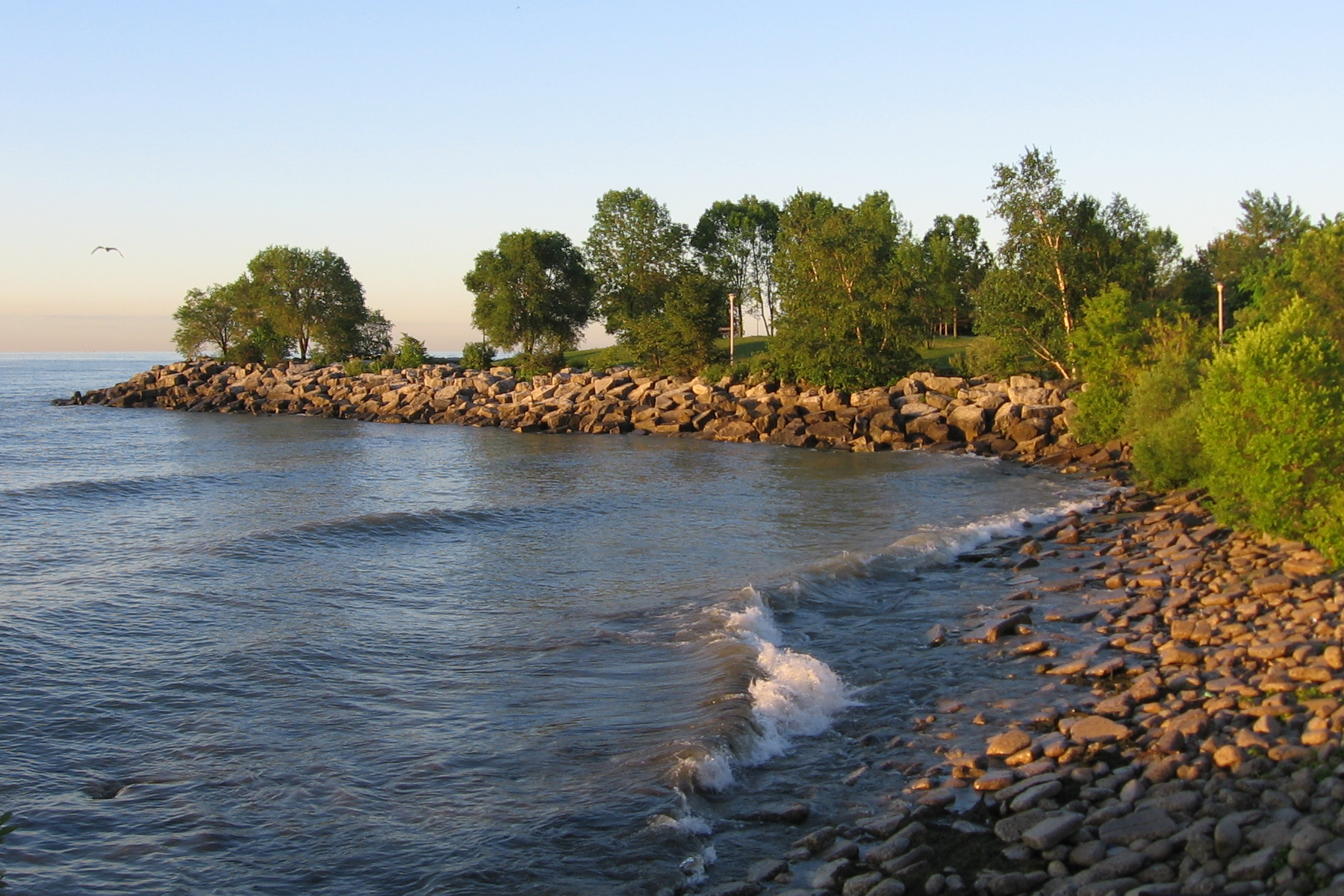
Consolidation des falaises érodées de Scarborough